# Semibarbula
Semibarbula là một chi rêu trong họ Pottiaceae.